# Tríptico de Morrison
O Tríptico de Morrison é um retábulo na forma de tríptico de pinturas a óleo sobre madeira, que foi provavelmente pintado em torno de 1500-10 pelo pintor de que se desconhece a identidade e que por esta obra é designado pelo nome de Mestre do Tríptico de Morrison. O Tríptico de Morrison, cujo título deriva de um anterior proprietário, o coleccionador britânico Alfred Morrison, está presentemente no Museu de Arte de Toledo, em Toledo, Ohio.
Esta obra evoca vagamente a composição de um tríptico anterior que está actualmente em Viena, o Tríptico de Viena de Hans Memling, com a substituição do doador pelo anjo do alaúde.

## Descrição
O painel central representa a Virgem Maria sentada com o Menino Jesus nu ao colo vestindo um manto vermelho e tendo a ladeá-la dois anjos músicos. No painel interno esquerdo está representado de pé João Batista com o atributo de um cordeiro e no painel interno da direita está João Evangelista com o cálice.
Nos capitéis das colunas no painel central estão pintadas figuras a imitar esculturas: à esquerda está um homem com uma espada levantada para decapitar um pessoa e no capitel da coluna direita outro homem acabou de decapitar a cabeça de outra pessoa. Estas imagens representam o sacrifício: à esquerda Abraão é impedido por um anjo de sacrificar o seu único filho Jacob e, à direita, Jefté ("o tolo") que sacrificou a sua filha em cumprimento da promessa de oferecer em sacrifício a Deus a primeira pessoa que ele visse quando voltasse à sua cidade, por ter saido vitorioso de uma batalha, apesar da tristeza de ser saudado pela sua própria filha naquele retorno. "Sacrifício e salvação" são representados quando o Triptico estava aberto.
A ligar as cenas dos três painéis estão não apenas os ladrilhos do chão, o céu azul e a paisagem contínua, mas também a repetição do desenho do arco arquitetónico e a balaustrada que se desenvolve no topo das imagens.
Embora as cenas pareçam contíguas, as figuras representadas nos painéis laterais não estão no mesmo espaço das do painel central, embora compartilhem a configuração arquitetónica. Isto ocorre porque, de forma não usual, os painéis laterais estão sem moldura, ao contrário do painel central.
Os reversos dos painéis laterais estão pintados em grisaille de modo a parecerem esculturas representando Adão e Eva, os pais da humanidade e que cometeram o Pecado Original. Estas "esculturas pintadas" de Adão e Eva lançam sombras para a sua esquerda parecendo reflectir uma vela que seria colocada no altar em frente a este retábulo. Os pedestais que suportam as "esculturas" destacam-se em direcção ao espectador, dando um carácter tridimensional à imagem e envolvendo o espectador na cena.